# 스리랑카의 역사

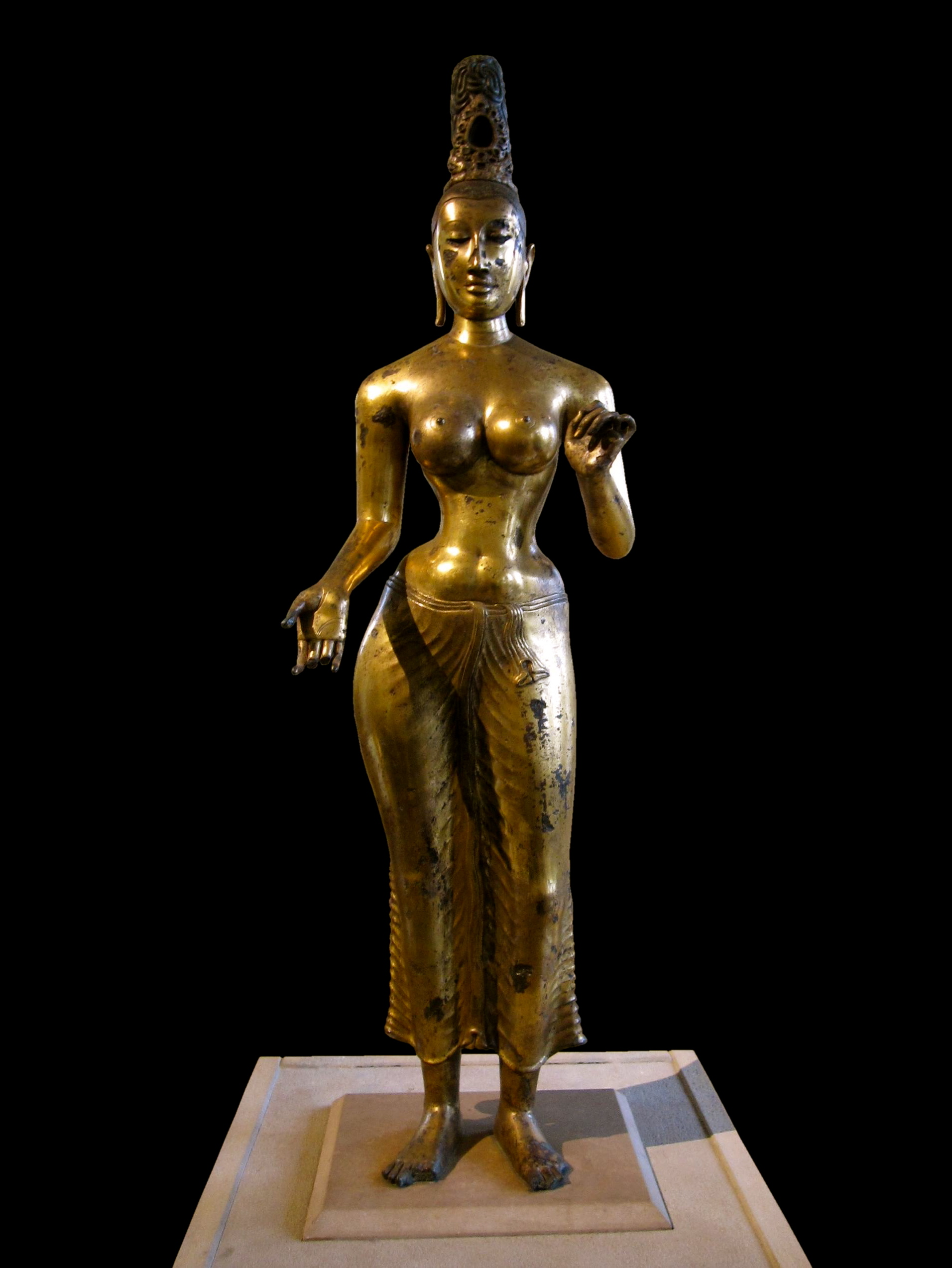
8세기 무렵 스리랑카에서 만들어진 청동 보살 입상

스리랑카의 역사는 스리랑카섬 뿐만 아니라 주변의 인도아대륙, 남아시아, 동남아시아, 인도양 등의 여러 지역과 관계를 맺으며 이어져 왔다.
선사 시대 고인류학 화석으로는 3만 8천년 전 무렵의 발랑고다인이 있다.
역사 기록은 3세기 무렵 팔리어로 쓰인 《마하밤사》, 《디파밤사》와 같은 연대기들이 있다. 이들 연대기는 오늘날 스리랑카에서 가장 인구가 많은 싱할라인이 북인도에서 이주해 왔다고 기록하고 있다. 싱할라어는 인도아리아어군에 속해 남인도의 드라비다어족과는 구분된다.
서사시는 기원전 6세기 무렵 싱할라인들이 스리랑카 최초의 국가인 탐바파니 왕국을 세웠다고 기록하고 있다. 기원전 4세기 무렵 아누라다푸라 왕국의 판두카바야가 스리랑카 전역을 통치하게 되었고, 기원전 3세기 무렵 아소카의 아들이자 승려였던 마힌다가 불교를 전파하였다고 한다.
이후 스리랑카섬에는 여러 싱할라 왕국들이 세워졌다 사라지기를 반복하였다. 1077년 촐라가 스리랑카를 침공하는 등 남인도 지역의 여러 세력들도 스리랑카로 들어왔다. 아누라다푸라 왕국에서 스리랑카의 마지막 왕국인 캔디 왕국까지 스리랑카섬에 세워진 왕국은 181 개 국에 달한다.
16세기 이후 스리랑카섬 연안은 무역항을 중심으로 한 유럽 제국주의 국가들의 식민지가 되었다. 1597년 - 1658년에는 콜롬보를 거점으로 포르투갈령 실론이 있었고 이후 네덜란드령 실론과 영국령 실론으로 이어졌다. 1815년 영국령 실론은 마지막 독립 왕국이었던 캔디 왕국을 합병하여 스리랑카섬 전체를 지배하게 되었다. 영국은 1817년 우바 대봉기로 영국의 지배를 거부한 사람들을 무자비하게 학살하였다.
1948년 영국령 실론은 실론 자치령으로 독립하였으며 1972년 공화국을 선언하여 지금의 스리랑카 사회민주공화국이 되었다. 1985년 수도를 콜롬보에서 지금의 스리자야와르데네푸라코테로 옮겼다.
독립 이후 스리랑카는 냉전에 따른 내부 갈등과 민족과 종교에서 비롯된 타밀 호랑이의 스리랑카 내전과 같은 많은 무장 폭력 갈등이 있었다.

## 선사 시대

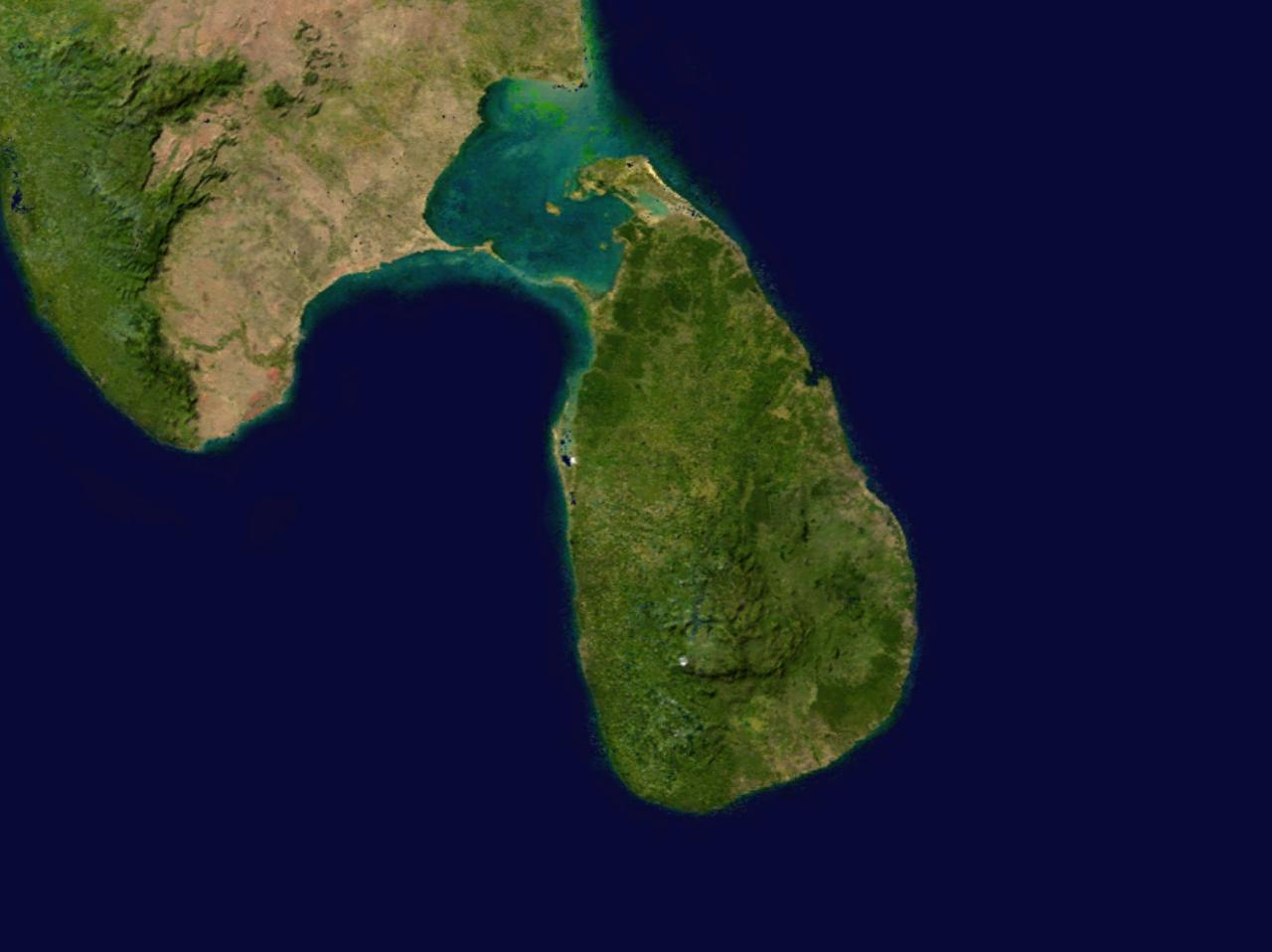
남인도와 스리랑카를 연결하는 아담의 다리

### 발랑고다인
스리랑카섬은 최소 30만년 전까지 거슬러 올라가는 인류의 흔적이 남아 있다. 그러나, 이들은 현생 인류인 호모 사피엔스가 아니라 지금은 멸종한 구인류이다. 스리랑카 최초의 현생 인류는 발랑고다인으로 최대 12만5천 년 전까지 도래 시기를 추정할 수 있으며 남아있는 화석과 유물은 대략 4만년 전 이후의 것부터 보존 상태가 양호하다. 발랑고다인이라는 명칭의 유래가 된 발랑고다 동굴의 어린이 화석의 방사성 탄소 연대 측정 결과는 약 3만8천 년 전이다.
남인도와 스리랑카를 연결하는 아담의 다리는 수심 10 m 내외의 해저 사주가 간간히 물 위로 드러나며 누어 있는 곳으로 빙기가 되면 해수면이 낮아지면서 육로가 되었다. 이 길을 따라 많은 동물들과 사람들이 스리랑카로 건너갔다. 발랑고다인을 비롯한 선사시대의 인류 역시 이 길을 따라 스리랑카로 이주하였을 것으로 추정된다.
발랑고다인은 동굴 생활을 하는 수렵 채집 문화였고 매장 풍습을 보여주는 무덤, 조개를 이용한 장신구, 석영과 각암을 이용한 잔석기 등의 유물을 남겼으며, 야생 바나나, 각종 연체 동물, 빵나무 열매 등을 먹었던 흔적이 있다. 동굴과 여러 유적지에서 발견된 유물의 시기는 3만8천 년 전으로 거슬러 올라가며 발랑고다인의 유적은 이들이 기원전 5세기까지 연속하여 같은 지역에 머무르며 살았음을 보여 준다. 이 시점에 남인도에서 금속 문명을 지닌 사람들이 도래하였다.
스리랑카의 원주민인 베다인이 발랑고다인과 유전적 연관이 있을 것이란 추정이 있지만 고대 유전자가 분석되어 있지는 않다.

### 선사 시대의 무역

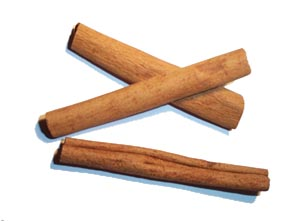
실론계피나무의 수피

스리랑카 고유종인 실론계피나무에서 얻는 계피는 지금까지도 스리랑카의 주요 수출 품목 가운데 하나이다. 기원전 1천5백 년 무렵 이미 고대 이집트에서 이 계피를 사용하고 있어 두 지역 간의 무역이 있었음을 알 수 있다. 19세기 영국의 탐험가 제임스 에머슨 터넷은 스리랑카의 갈이 성경에 등장하는 다르싯이라는 주장을 한 바 있다. 열왕기에는 솔로몬이 다르싯으로부터 금, 은, 공작 등을 수입하였다는 기록이 있다.

### 철기 시대
기원전 1000년에서 기원전 500년 사이 인도 남부의 철기 문화가 스리랑카로 전파되었다. 이들은 흑적토기와 매장 풍습, 철기 제작 방법, 농업 방식 등을 공유하였다. 이들은 드라비다어와 프라크리트어를 사용하는 사람들이었을 것이다.
고대 스리랑카의 수도였던 아누라다푸라에는 많은 철기 시대 유적들이 있다. 아누라다푸다는 기원전 900년 무렵 사람들이 살기 시작하였으며 기원전 5세기 스리랑카 첫 왕조의 수도가 되었다.
한편 이 시기에도 스리랑카 중부 산악 지대에 살던 베다인은 여전히 석기 문화를 유지하고 수렵 채집 생활을 하였다. 베다인은 아마도 발랑고다인들로부터 이어진 혈통이 아닐까 하는 추측이 있지만, 발랑고다인에 대한 고대 유전자 분석이 없어 정확한 사실은 알기 어렵다.

## 인도아리아인의 이주와 국가의 형성
인도아리아인은 중앙아시아의 어느 곳에서 기원하여 인도와 유럽으로 퍼져나갔다. 스리랑카에 들어 온 인도아리아인은 싱할라라 불리는 관개 농업에 기반한 문명을 건설하였다. 싱할라어로 스투파를 가리키는 말인 싱할라는 나중에 자신들 스스로를 가리키는 말이 되어 싱할라인의 기원이 되었다.
싱할라인은 북인도에서 이주한 집단으로 싱할라어는 인근 남인도 사람들이 사용하는 타밀어와 같은 드라비다어 계열이 아닌 북인도의 인도이란어파에 속한다. 이들은 이주 초기부터 불교를 숭상하였으며 현재도 역시 대부분이 불교 신자이다. 싱할라인들이 도래하였을 때 스리랑카에는 이미 남인도 계열의 부족인 나가인들이 살고 있었다고 한다. 싱할라인들의 초기 연대기인 《디파밤사》와 《마하밤사》에는 스리랑카에 살고 있던 원주민으로 야크샤, 나가, 라크하, 데바와 같은 부족이 있었다고 기록하고 있다.
스리랑카의 역사가 기록되기 시작한 것은 이 무렵으로 싱할라인의 연대기 외에도 버마족 등이 작성한 기록이 남아있다. 팔리어로 쓰인 《마하밤사》는 기원전 400년 무렵 비구 마하나마가 집필한 연대기로 석가모니가 직접 스리랑카를 방문하였다는 전설과 함께 역대 왕들의 기록을 남겼다. 이 연대기는 방가 왕국의 왕자 비자야가 기원전 543년 스리랑카에 탐바판니 왕국을 세운 것이 스리랑카 최초의 왕국이라 기록하고 있다. 비자야라는 이름은 "정복자"라는 의미여서 실존하였던 인물인 지 의심이 있지만, 당시 다수의 벵골계 사람들이 스리랑카에 이주하여 지배층이 되었다고 해석된다. 비자야가 도착한 곳은 아담의 다리의 스리랑카 쪽에 해당하는 오늘날 마나르 지역으로 기록되어 있다. 싱할라인들은 이주 초기 아소카의 영향으로 불교를 받아들였다.
한편 오늘날 싱할라인은 오랜 세월 현지 주민들과 어울려 살면서 여러 부족들 간의 혼혈을 통해 이루어진 사람들이다.

## 아누라다푸라 왕국 시대: 기원전 4세기 - 1017년

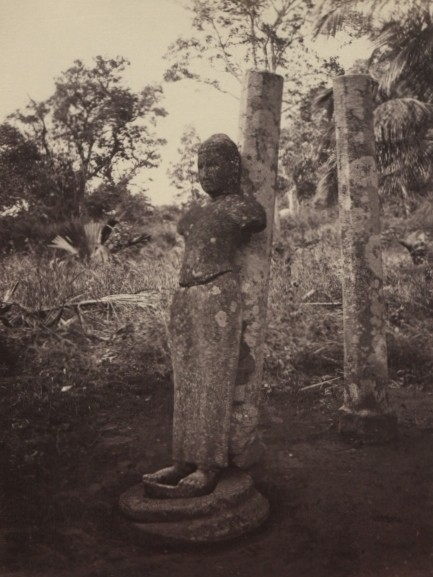
데와남피야 티사의 석상

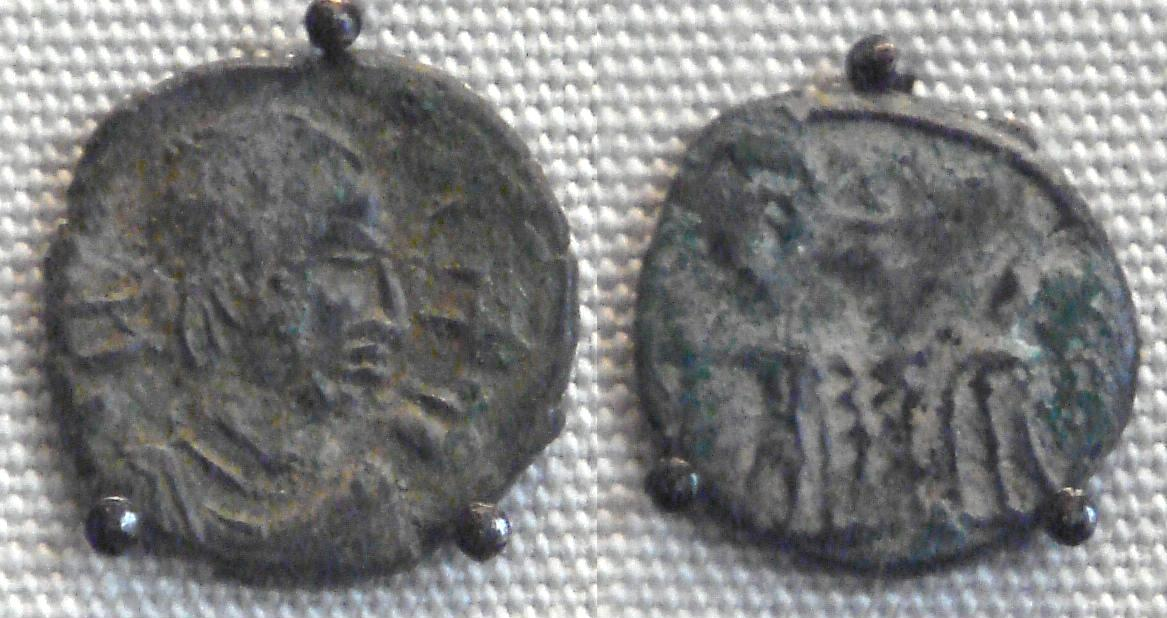
스리랑카에서 발견된 4세기 무렵의 로마제국 주화

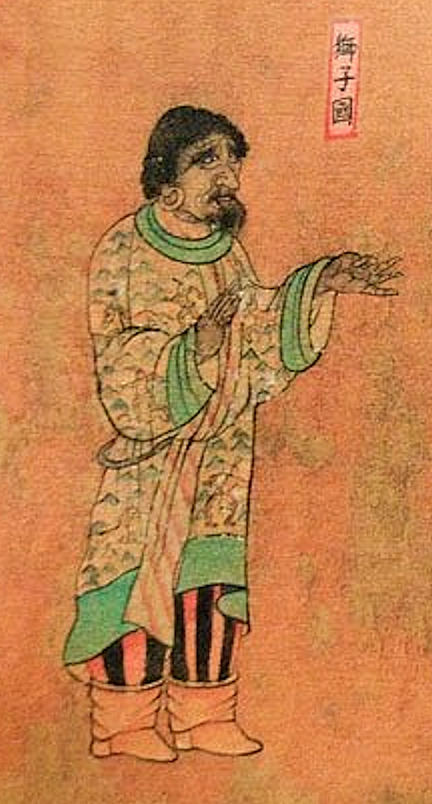
650년 중국의 《왕회도》에 그려진 스리랑카의 사절. 오른쪽에 사자국(獅子國)이라는 표기가 보인다. 사자는 오늘날에도 스리랑카의 상징이다.

기원전 437년 탐바판니 왕국 출신의 판두카바야는 아누라다푸라를 수도로 아누라다푸라 왕국을 세웠다. 이 시기 스리랑카의 대부분을 차지하는 중앙 산지는 여전히 베다인의 영역이었고 농업 국가였던 아누라다푸라는 강을 따라 형성된 평야와 해안가에 마을과 도시가 있었다. 기원전 247년 아누라다푸라의 왕 데와남피야 티사 시기 아소카가 자신의 아들이자 비구인 마힌다를 파견하여 불교를 전하였다.  전설에는 마힌다의 누이 상가미타가 고타마 붓다의 보리수를 스리랑카에 들여왔다고 한다.
아누라다푸라는 인도의 왕국들과 계속하여 무역 관계를 유지하였다. 마우리아 제국의 《아르타샤스트라》에는 스리랑카의 특산물로 진주와 보석을 소개하고 있다. 이 뿐만 아니라 당시 스리랑카는 훗날 비단길이라고 불리게 된 유라시아의 여러 동서 교역로 가운데 하나인 "바닷길"의 중심지 가운데 하나였다. 자체적으로 만든 은화인 카하파나와 더불어 로마제국의 은화, 당나라의 개원통보를 비롯한 중국의 주화, 만자문이 세겨진 인도의 주화, 아누라다푸라 왕국이 주조한 암사자 동전 등 유라시아의 동과 서 양쪽의 주화들이 모두 사용되었다.
기원전 4세기부터 남인도는 판디아, 촐라, 체라 등의 타밀 3 왕국이 서로 어느 한 쪽을 복속시키고 또 복속 당하는 경쟁 상태에 있었다. 이러한 경쟁 상태는 13세기 무렵 판디아가 이들을 모두 재패하였다가 이슬람 세력에게 수도를 빼앗기는 상황을 맞을 때까지 계속된다. 타밀족 왕국들은 지속적으로 스리랑카를 침공하여 스리랑카 북부를 자신들의 영토로 삼았고, 싱할라인 국가의 영토는 이에 따라 남부로 밀려났다. 기원전 103년 타밀의 왕국들은 연합하여 아누라다푸라의 국왕 왈라감바를 퇴위시키고 타밀계 총독을 지배자로 두게 하였다. 이들은 기원전 88년까지 아누라다푸라를 지배하였으나 결국 현지의 반발로 물러나게 된다. 그러나 이 일을 계기로 스리랑카 북부는 타밀 문화권인 타밀라캄의 일부가 되었다. 타밀인과 싱할라인은 오랫 동안 같은 지역에 살면서 서로 융합하기도 하고 반목하기도 하며 지내왔다. 두 민족의 갈등은 오늘날 타밀 분리주의자들의 타밀일람 주장으로 남아있다.
기원후 3세기 마하세나가 대승불교를 받아들였지만 429년 모리야 왕조의 첫 국왕인 다투세나가 즉위하면서 다시 상좌부 불교로 회귀하였다. 다투세나의 뒤를 이은 카샤파 1세는 시기리야를 건설하였다.
993년 촐라의 라자라자 1세가 스리랑카 북부를 점령하여 촐라 영토로 편입하였다. 이후 백여 년 동안 촐라는 간헐적으로 스리랑카를 침공해 왔으며 라젠드라 1세가 1017년에 아누라다푸다 왕국을 멸망시켰다.

## 폴론나루와 왕국 시기: 1056년 - 1232년
촐라에 의해 아누라다푸라 왕국이 멸망 한 뒤인 1056년 싱할라인들의 두 번째 왕국인 폴론나루와 왕국이 세워졌다. 폴론나루와 왕국은 판디아 내전에 간섭하여 남인도에 거점을 마련하였으며, 1165년부터 1180년까지 미얀마에 원정군을 파견하면서 상좌부 불교를 전파하였다. 이전까지 촐라의 영향력 아래 힌두교를 신봉하던 미얀마를 비롯한 동남아시아 지역은 이 때부터 불교가 널리 전파되기 시작하였다.
1055년 아누라다푸라의 번국이었던 루후누라타의 위자야바후 1세는 촐라의 지배에 반기를 들고 새 왕국을 주창하였다. 그는 오늘날 폴론나루와구의 중심지인 폴론나루와를 점령하고 새 왕조의 수도로 삼았다. 180여 년 동안 지속되던 폴론나루와 왕국은 1232년 스리랑카 북부의 타밀계 왕국인 자프나 왕국에 의해 무너졌다.

## 전환기: 1232년 – 1505년
폴론나루와 왕국이 붕괴된 이후 스리랑카에는 여러 왕국들이 명멸하였다.

### 자프나 왕국
타밀계 왕국이었던 자프나 왕국은 자프나를 수도로 1215년 건국되었다. 이 지역은 원래 촐라의 영토였으나 촐라가 쇠퇴한 이후 독립하였고 이후 판디아와 우호 관계를 유지하였다. 남부의 싱할라인 왕국들이 명멸하는 동안 그들과 때로는 동맹을 맺고 때로는 전쟁을 벌였다. 다른 타밀계 여러 나라들과 마찬가지로 자프나 왕국의 종교는 힌두교의 시바파였지만, 스리랑카섬의 문화에 융화되면서 불교 의례를 폭 넓게 수용하였다.
한때 코테 왕국에 복속되었으나 곧바로 왕국을 회복하였지만, 1619년 캔디 왕국이 자프나를 무너트리고 스리랑카 전역을 지배하게 된다.

### 담바데니야 왕국
담바데니야 왕국은 폴론나루와 왕국이 붕괴된 이후 스리랑카 중서부에 세워진 국가이다. 1220년 건국하여 1345년 감폴라 왕국에 흡수되었다.

### 감폴라 왕국
감폴라 왕국은 캔디 인근의 감폴라에 세워졌던 왕국이다. 이븐 바투타의 여행기에 감폴라에 대한 기록이 남아 있다. 사적으로 감폴라에 세운 불교 사원 랑카틸라카 위하라가 있다.

### 코테 왕국
1412년 코테에 세워진 싱할라계 왕국이다. 싱할라어 코타에서 유래한 도시의 이름은 숲을 뜻한다. 1450년 자프나 왕국을 점령하여 스리랑카섬 전역을 지배하게 되었다.
그러나 1505년 포르투갈 제국이 갈에 도착하여 식민지를 만들기 시작하였고 1521년 국왕 위자야바후 6세가 세 아들의 공모에 시해되는 사건 이후 나라가 분열되고 만다.

### 시타와카 왕국
코테 왕국의 위자야바후 시해 사건 이후 세 아들은 각각 나라를 분할하여 시타와카, 라이가마, 부와네카바후의 세 왕국을 세웠다. 그 가운데 시타와카가 이들 나라를 다시 흡수하였다. 하지만, 스리랑카섬 전체를 지배하던 코테 왕국의 영토는 시타와카에 이르러 남서부로 축소되었고 북부에는 다시 독립한 자프나 왕국이, 동부에는 캔디 왕국이 들어섰다. 포르투갈의 영향력이 강화되어 포르투갈령 실론이 세워지자 시타와카 왕국은 포르투갈의 종속국으로 전락한다.

## 유럽 제국주의의 도래

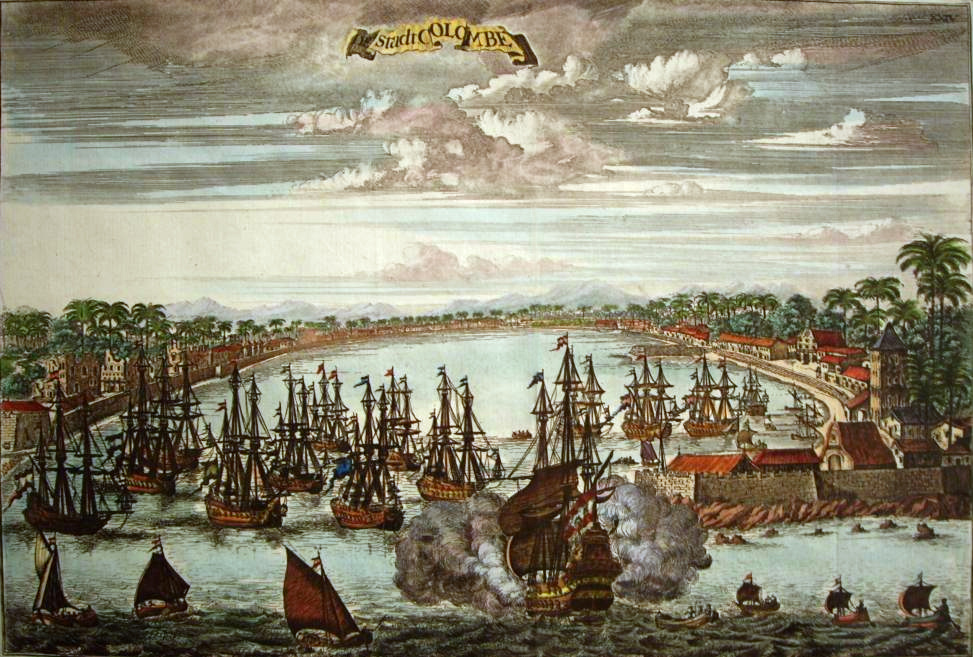
네덜란드령 실론 시기의 콜롬보

### 포르투갈의 침공
스리랑카에 도착한 첫 유럽인은 포르투갈이었다. 1505년 로렌초 데 알메이다가 스리랑카를 찾아 왔을 때 스리랑카는 서로 적대하는 7개의 국가로 분열되어 있었기 때문에 포르투갈의 식민지 건설을 막아낼 수 없었다. 포르투갈은 1517년 요새화된 무역항인 콜롬보를 세우고 인근 해안을 포르투갈령 실론으로 삼아 식민 지배하기 시작하였다. 1592년 싱할라인들은 수도를 내륙의 캔디로 옮겼다. 산지에 둘러쌓인 내륙이 방어에 더 유리하였기 때문이다. 포르투갈과의 전쟁은 16세기 내내 지속되었다.
포르투갈은 해안 지역에 기독교를 전파하였고 이를 통해 기독교로 개종한 사람들을 스리랑카 무어인이라고 불렀다. 새로운 종교의 등장은 제국주의 식민 지배와 맞물려 또 다른 갈등의 원인이 되었다. 포르투갈은 근대 화기를 앞세워 내륙의 캔디 왕국을 압박하였고 1602년 네덜란드 동인도 회사의 조리스 반 스필베르겐이 도착하자 갠디 왕국은 네덜란드에게 도움을 요청하였다.

### 네덜란드의 침공
캔디 왕국의 라자시나 2세는 포르투갈에 맞서기 위해 1638년 네덜란드와 동맹을 맺었다. 동맹 조건은 포르투갈이 점령하고 있는 식민지를 네덜란드가 차지하고 스리랑카의 향신료 무역을 네덜란드가 독점하는 것이었다. 둘은 포릍투갈을 축출할 때까지 동맹을 유지하였으나 1656년 콜롬보가 함락되자 동맹 역시 깨졌다. 캔디는 해안 식민지에 대한 반환을 요구하였고 네덜란드는 오히려 스리랑카 전체에 대한 지배를 꿈꿨다. 게다가 종교개혁 이후 프로테스탄트 국가가 된 네덜란드 역시 선교사를 파견하여 불교가 국교였던 캔디 왕국과 종교적 갈등을 일으켰다. 결국 해안 식민지는 주인만 포르투갈에서 네덜란드로 바뀌었을 뿐 이전과 같이 내륙 독립국가인 캔디와 전쟁을 벌이게 되었다.

## 캔디 왕국: 1594년 – 1815년

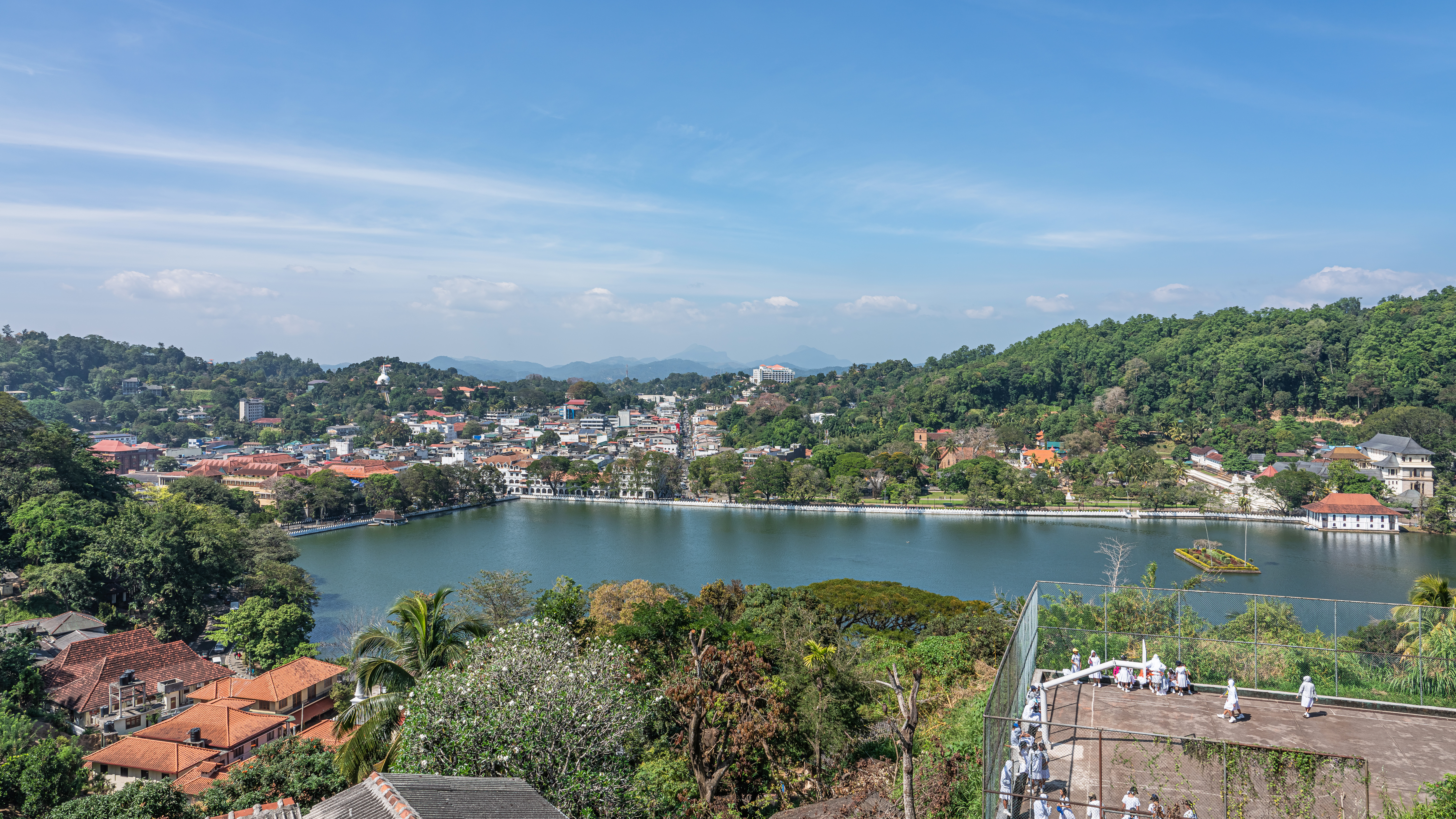
캔디 왕국의 수도였던 캔디는 유네스코 세계 유산으로 등록되어 있다.

코테 왕국의 분열 이후 여러 나라로 나뉘어 반목하는 가운데 포르투갈의 식민 침략까지 직면하게 된 스리랑카는 캔디 왕국이 세워진 뒤 새로운 국면을 맞게 되었다. 캔디는 코테로부터 독립한 뒤 그 후계인 시타와카 왕국과 경쟁 관계에 있었다. 1581년 시타와카가 캔디를 침공하자 수도가 함락되고 국왕이 사망하여 멸망 직전까지 가기도 하였으나 시타와카의 라자시나 1세가 병사한 뒤 시타와카 왕국이 붕괴되었고 그 틈을 타 캔디는 오히려 해안 식민 지대를 제외한 스리랑카 전역을 영토로 삼게 되었다.
포르투갈은 북부의 자프나 왕국을 병합하고 캔디 마저 무너뜨려 스리랑카 전역을 식민지화 하고자 하였다. 1602년 이후 캔디는 네덜란드와 동맹을 맺고 포르투갈에 맞섰다. 630년 8월 2일 란데니웰라에서 벌어진 포르투갈과 세나라트가 이끄는 캔디 사이의 전투에서 포르투갈은 궤멸적인 패배를 하였다. 이 전투는 총을 든 포르투갈과 활을 든 캔디 사이에 일어났지만 우기를 맞아 억수같이 쏟아지는 비 때문에 흑색 화약이 모두 젖어 총을 제대로 쓸 수 없었던 포르투갈은 무방비 상태로 화살에 당해야 하였다. 이 전투에서 포르투갈 사령관 콘스탄티노 데 사 데 노로나가 전사하였고 캔디 왕국은 포르투갈 식민지의 상당수를 자신의 영토로 편입하였다. 그러나 이후로도 포르투갈과 캔디 사이의 전쟁은 끝나지 않았다.
1656년 6개월에 걸친 포위 끝에 콜롬보가 함락되고 포르투갈이 스리랑카섬을 완전히 떠나자 네덜란드와 캔디 사이의 동맹도 파기되었다. 스리랑카에서 유럽의 식민지를 없애려는 캔디와 스리랑카 전역을 자신들의 속국으로 삼고자 하는 네덜란드는 애초에 동맹을 끝까지 유지할 수 없었다. 포르트갈과 싸우던 캔디는 이 번엔 네덜란드를 상대로 싸워야 하였다. 한 때 또 다시 수도가 함락되는 등 고전을 겪던 캔디는 1739년 나와크 왕조 시대를 맞아 네덜란드와 평화를 유지하게 되었다. 그러나 해안의 식민지에서 네덜란드에 저항하는 봉기가 계속되자 결국 1761년에서 1765년 동안 다시 한 번 전쟁을 벌이게 되었다.
해안의 네델란드령 실론의 변화는 유럽에서 시작되었다. 프랑스 혁명의 여파로 네덜란드에서 바타비아 공화국이 수립된 이후 네덜란드는 안팍의 혼란으로 스리랑카에서 지배력이 약화되었다. 이 틈을 비집고 영국이 급속하게 세력을 넓히기 시작하여 1795년 트린코말리, 바티칼로아 등의 항구를 점령하기에 이른다. 결국 영국은 콜롬보를 점령하였고 스리랑카섬의 제국주의 국가는 네덜란드에서 영국으로 교체되어 영국령 실론이 되었다.
1803년 스리랑카 전역을 식민지로 삼기로 결심한 영국은 캔디 전쟁을 일으켰다. 전쟁은 오래 지속되었으나 1815년 결국 캔디 왕국은 멸망하고 만다.

## 영국령 실론: 1815년 – 1948년

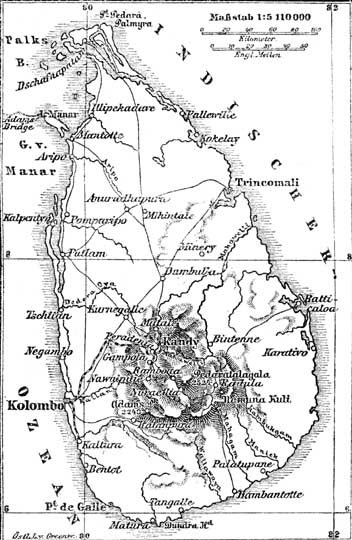
19세기 후반 영국령 실론의 지도

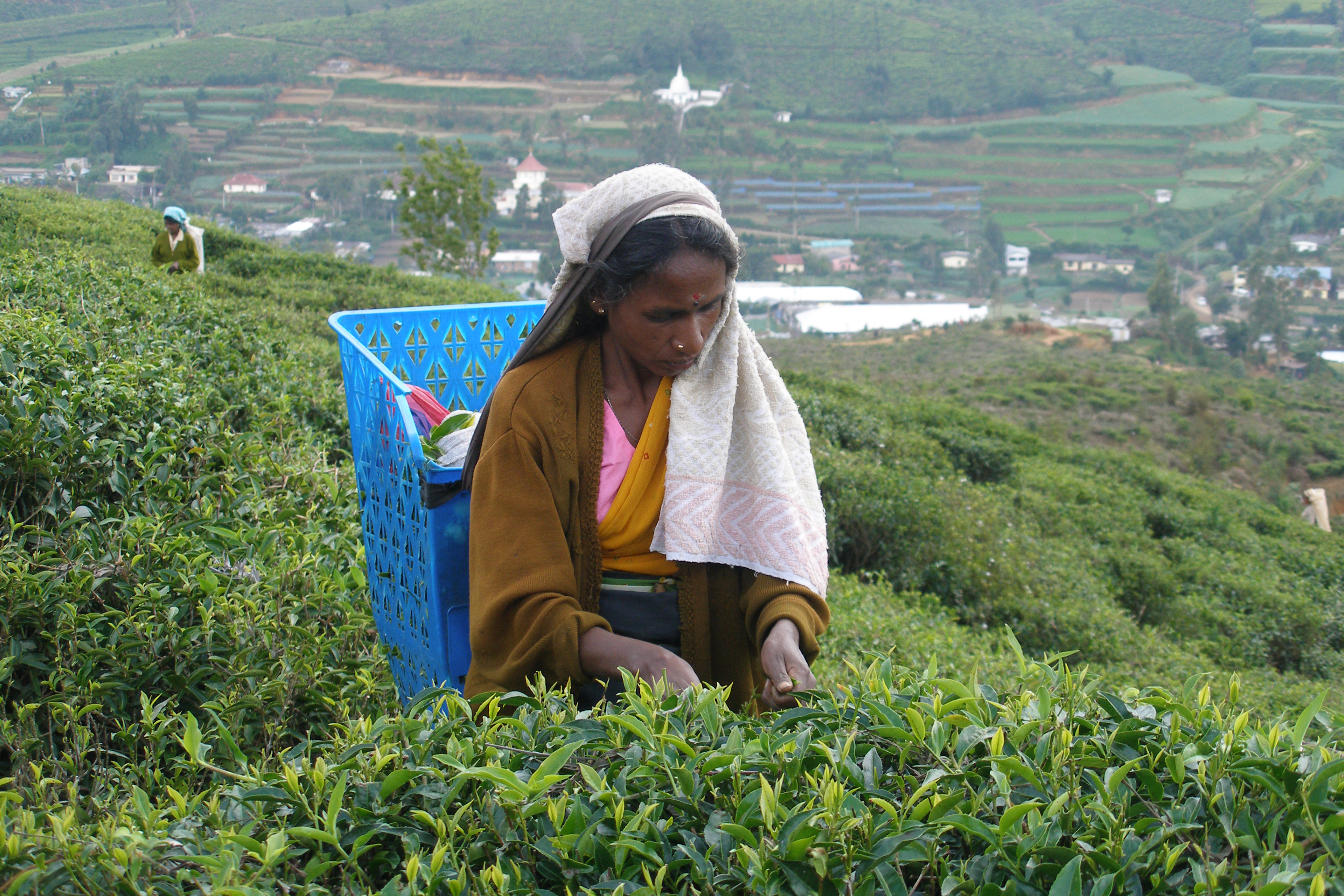
스리랑카의 차 플랜테이션

1815년 캔디 왕국을 멸망시킨 영국은 캔디 협약을 통해 캔디 왕국의 영토를 영국령 실론으로 합병하였다. 1817년 우바주를 중심으로 영국의 지배에 대한 대대적인 봉기가 일어나자 영국은 15세에서 60세 사이의 남성을 모두 학살하는 무자비한 탄압으로 진압하였다. 이후 영국령 실론은 1948년까지 유지되었다.
영국은 이전 식민 지배의 중심이던 해안에서 내륙으로 개발을 확대하였다. 스리랑카의 식민 경제는 플랜테이션 농업이 중심이었고 이를 위해 내륙으로 철도를 부설하였다. 플랜테이션에서 일할 사람이 부족하자 남인도의 타밀인을 이주시켰다. 촐라 이후 자프나 왕국에 이르기까지 스리랑카 북부에 살던 스리랑카 타밀족과 영국이 남인도에서 이주시킨 스리랑카의 인도계 타밀족은 서로 문화가 달라 또 다른 갈등의 요소가 되었다. 무슬림이 많았던 인도계 타밀족 가운데 절반 정도는 결국 스리랑카에 적응하지 못하고 독립 후 인도로 귀환한다.
영국령 실론의 내륙 플랜테이션은 애초에 커피를 주로 재배하였지만 커피녹병으로 궤멸적인 타격을 입은 후 차나무를 도입하였다. 실론티는 오늘날에도 스리랑카의 주요 수출품 가운데 하나이다.

### 독립 운동
영국령 실론은 캔디 왕국을 합병하며 불교에 대한 존중을 약속하였지만, 싱할라인들은 점점 더 확대되는 기독교 선교 사업에 강한 거부감을 보였다. 한편 아나가리카 다르마팔라와 같은 불교 개혁자들은 불교가 애초에 카스트를 부정하며 시작된 것임에도 불구하고 스리랑카의 상좌부 불교가 오랜 세월 왕족과 귀족들의 카스트에 따른 차별을 인정해 왔다는 반성에서 새로운 불교 부흥 운동을 펼쳤다. 이러한 움직임들은 스리랑카 싱할라인들의 불교 민족주의의 원동력이 되었고 1915년 콜롬보의 불교도 봉기로 이어졌다.
봉기 이후 실론 민족 회의(Ceylon National Congress, CNC)가 결성되었으나 CNC는 결성 직후 카스트 사이의 불화와 정치적 견해 차이가 겹쳐 수 많은 분파로 분열되고 만다. CNC의 공식 입장은 독립이 아니라 자치였지만 급진적 성향을 보이는 사람들은 즉각적인 독립을 주장하였다. 영국은 자치 요구를 수용하여 총독부의 임명제 입법 기관인 도너프모어 위원회를 만들었고 1931년에는 보다 자치 권한을 보장한 솔버리 위원회를 조직하였다. 그러나 대중들의 독립 요구는 계속 증가하였고 1948년 결국 영연방 내의 실론 자치령으로 독립을 맞이하게 되었다. 실론 자치령은 형식상 영국의 군주를 국가 원수로 하고 실권 없는 명예직 총독을 두는 캐나다와 같은 형태의 독립국이었다.
한편 1935년 비밀 결사로 시작하여 제2차 세계 대전 직후인 1945년 공식 창립된 마르크스주의 정당인 랑카 사마사마자당은 영연방의 탈퇴와 공화국 수립을 주장하였다. 스리랑카의 좌파 정치 세력은 이합집산을 거듭하며 결국 정국의 주도권을 쥐게 되었다. 냉전 시대와 맞물린 이념의 갈등은 스리랑카 현대사의 또 다른 흐름으로 이어지게 된다.

## 스리랑카: 1948년 – 현재
제2차 세계 대전 기간 동안 영국령 싱가포르가 일본 제국에게 함락되었던 것과 달리 영국령 실론은 별다른 피해를 받지 않았다. 2차 세계 대전이 끝나자 세계는 빠르게 냉전 체제로 재편되기 시작하였으며 동남아시아와 남아시아의 여러 나라에서는 독립 운동이 거세게 일어났다. 스리랑카 역시 1948년 실론 자치령으로 독립하게 된다.

### 실론 자치령

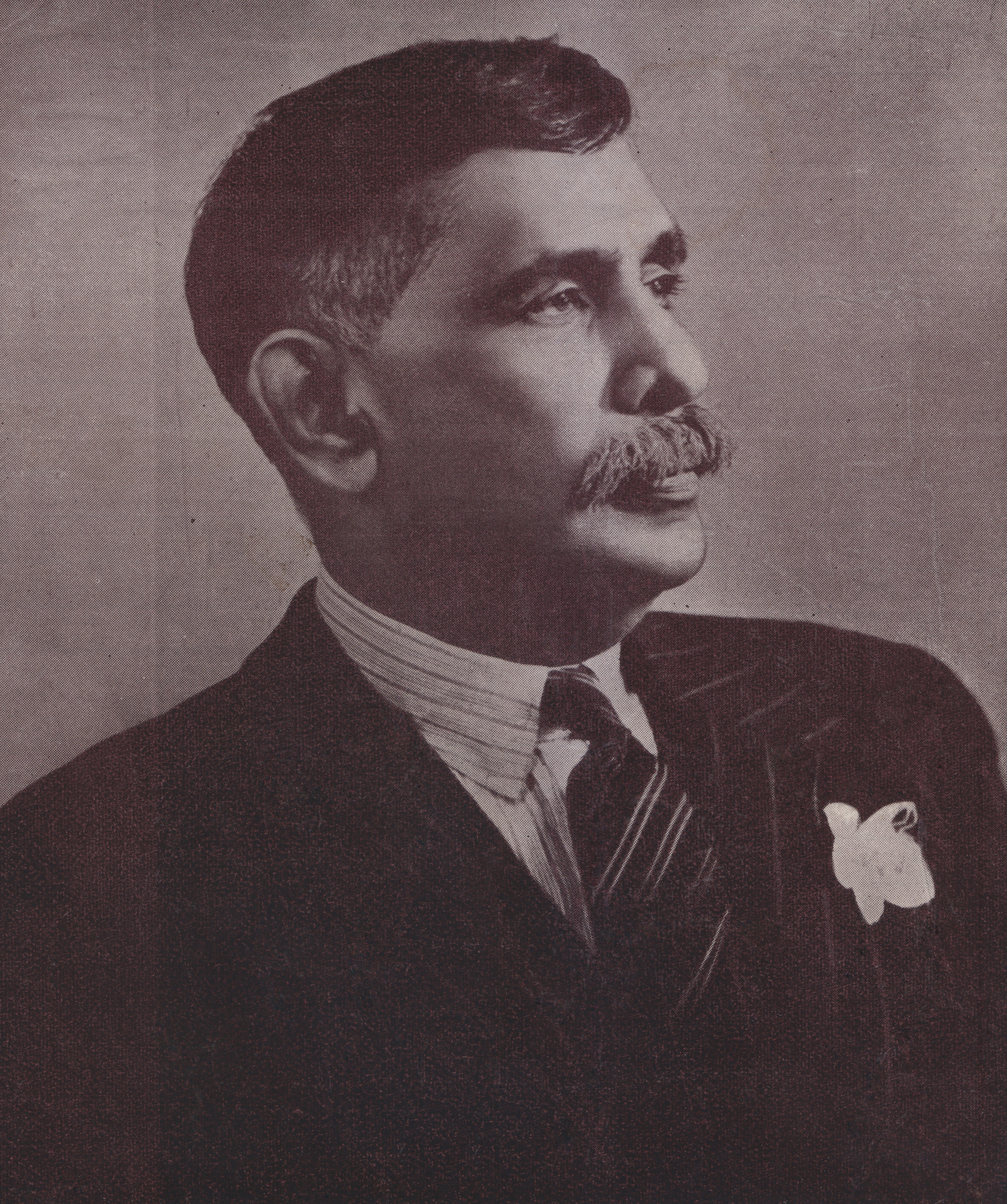
실론 자치령의 첫 총리였던 돈 스테펀 세나나야카

영국은 스리랑카에 해군과 공군 기지를 유지하고 스리랑카군의 사령부에도 영국 장교를 두는 조건으로 실론 자치령의 독립을 인정하였다. 1948년 2월 4일 마련된 실론 자치령의 헌법에 따라 첫 총리로 돈 스테펀 세나나야카가 취임하였다. 그가 속하였던 중도보수 성향의 통일국민당은 오늘날까지도 스리랑카의 주요 정당으로 남아 있다. 1948년 실론 자치령이 국제연합에 가입을 신청하자 소련은 실론 자치령이 신생독립국이지만 여전히 영국의 지배하에 있다는 판단으로 거부권을 발휘하였다.
독립한 실론 자치령은 자체적으로도 많은 문제를 안고 있었다. 특히 오랫동안 스리랑카 북부에 살아 왔던 스리랑카 타밀족과 영국 식민지기 남인도에서 넘어온 스리랑카의 인도계 타밀족 사이는 종교 갈등까지 겹쳐 급속히 악화되었다. 1949년 통일국민당 정부는 인도계 타밀족이 플랜테이션 노동자로 일할 권리를 박탈하였다. 이 조치는 세나나야카가 캔디 싱할라족의 지지를 얻기 위해 감행한 것으로 이후 스리랑카 사회의 큰 갈등 요소 가운데 하나가 되었다. 세나나야카는 1952년 승마 중 낙마하여 사망하였고 총리의 자리는 그의 아들 두들리 세나나야카에게 넘겨졌다. 1953년 좌파 정당이 이끄는 플랜테이션 노동자들의 총파업이 일어나자 두들리는 퇴임하였다. 뒤를 이은 총리는 존 코텔라왈라로 두들리 세나나야카의 삼촌뻘 친족이었다. 코텔라왈라는 초대 총리가 뜨거운 감자로 여겨 미루어 두었던 공용어 채택 문제를 꺼내들었다. 실론 자치령의 과반은 싱할라인이었고 이들은 싱할라어만을 단독 공용어로 채택하길 원했지만, 북부의 타밀인은 이를 인종 차별이라고 여기고 있었다. 타밀어를 공용어로 인정할 것인지는 영국 식민지 이전인 캔디 왕국 시절 타밀어가 궁중 언어의 지위에 있었다는 점 때문에 더 복잡한 문제였다. 코텔라왈라가 싱할라어와 타밀어를 공동 공용어로 지정하려고 하자 불교 승려들이 극렬히 반대하였다.
1956년 싱할라어만을 단독 공용어로 채택한 법안이 통과되었다. 이 법안의 통과되자 싱할라인과 타밀인 사이의 갈등은 크게 고조되었고 결국 1958년 첫 타밀인 봉기가 일어났다. 이 사태로 코텔라왈라의 지위는 크게 약화되었고 1960년 시리마보 반다라나이케가 새 총리의 자리에 올랐다. 반다라나이케는 스리랑카 자유당 소속으로 로마 가톨릭 신자였으나 싱할라 민족주의를 지지하여 불교계와 연대하였다.

### 1971년 봉기
자나타 위무크티 페라무나(Janatha Vimukthi Peramuna, JVP, 인민해방전선)는 식민 시기 창립된 좌파 정당인 랑카 사마사자마당 가운데서도 공산주의를 표방한 그룹이 1965년 결성한 전위조직이다. 이들은 반다라나이케 정부를 무력 혁명을 통해 전복하는 것을 목표로 삼았다. 법률상으로 금지되어 있었지만 사회적으로는 여전히 카스트에 따른 차별이 만연한 상황이었기 때문에 JVP는 중부 산간 지역의 하층 카스트에 속한 사람들이 동조하였다. 1960년대 후반 스리랑카에 경제 위기가 닥치자 JVP는 급속히 과격화되었다. 1967년부터 군사훈련소를 운영하면서 무장을 갖춘 JVP는 1971년 봉기를 일으킨다. JVP의 무장 봉기는 당시 전세계적인 냉전의 흐름 속에서 국제적인 공산주의 세력의 지원을 받았다. 그 중에는 조선 민주주의 인민공화국이 지원한 선박과 무기도 있었다. JVP는 스리랑카 산악 지대 일부를 장악하였고 스리랑카는 사실상 내전 상태에 빠지게 된다.
1977년 실론 자치령이 공화국을 선언하고 스리랑카가 된 이후 초대 대통령 주니우스 리차드 자야와데네는 JVP와 협상을 통해 무력 충돌 중지를 이끌어 내었다. 1982년 대선에서 JVP의 지도자 윌레위라는 25만 표를 득표하여 4위를 기록하였다. 이후 타밀일람을 주장하는 탈밀족 무장 세력이 스리랑카 북부에서 무장 봉기를 일으키자 JVP 역시 불법화되어 다시 지하 조직이 되었다.

### 스리랑카 민주사회공화국

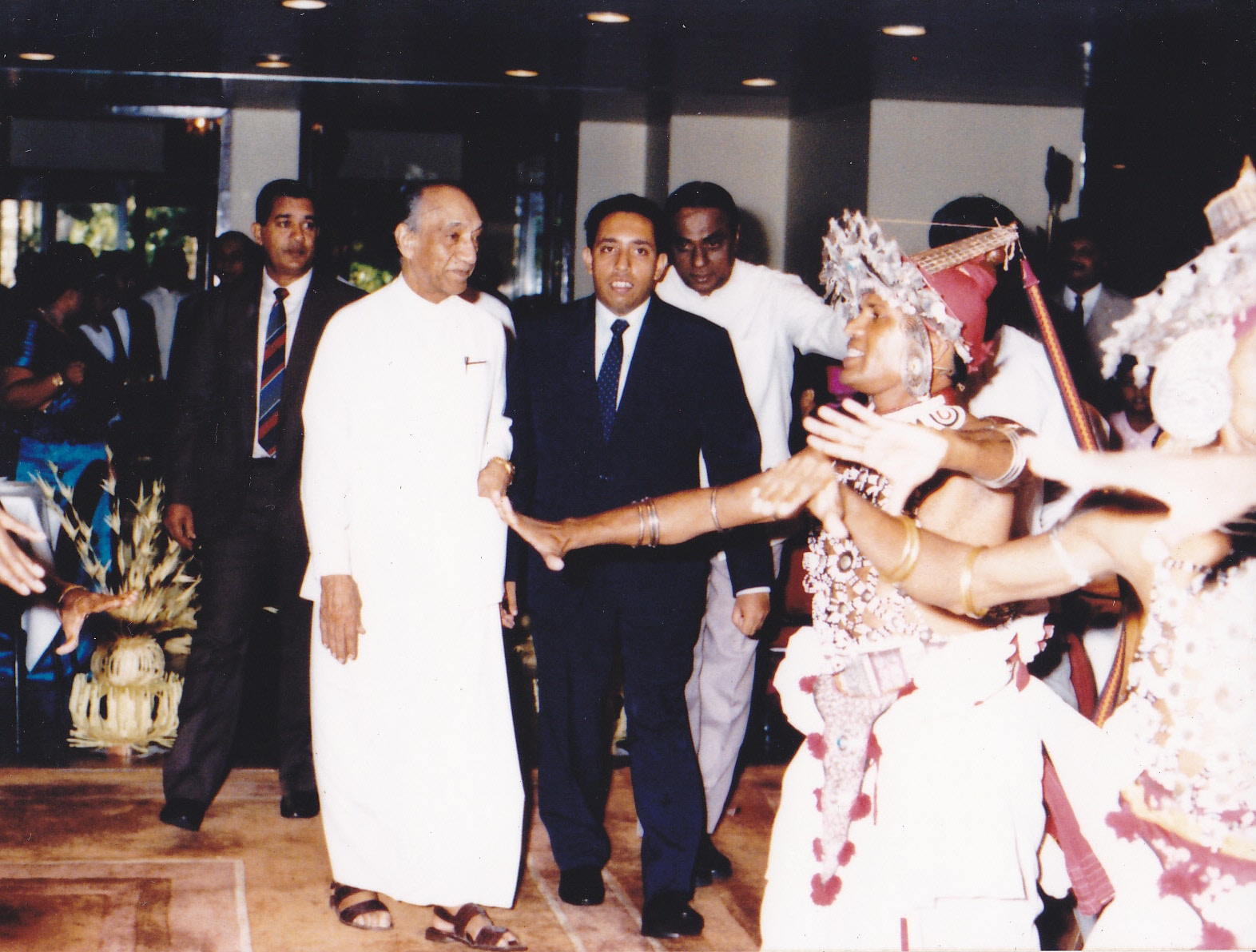
주니우스 리차드 자야와데네 (흰 옷을 입은 사람)

1972년 실론 자치령은 공화국 전환을 선포하고 국호를 스리랑카 민주사회공화국으로 변경하였다. 통일국민당의 주니우스 리차드 자야와데네가 초대 대통령으로 당선되었다. 그는 시장 경제의 유지를 공표하면서도 좌파와 화해할 길을 모색하였지만 동시에 개헌을 통해 대통령에 권한이 집중되는 정치 체제를 만들었다. 1978년 개헌으로 사실상 독재자가 된 자야와데네는 1989년까지 대통령직을 유지하였다. 자야와데네는 냉전 시기의 세계 양극화를 자신의 권력 기반으로 삼았다. 공산 진영에 맞서기 위한 서방 세계의 지원이 그의 정치적 디딤돌이 되었다. 한편 내부적으로는 싱할라 민족주의의 지지를 받고 있었기 때문에 타밀족과의 갈등이 격화되었다.
보수주의 진영에서 자야와데네에 대항하는 세력은 스리랑카 자유당이었다. 스리랑카 자유당의 반다라나이케는 공화국이 된 이후에도 1970년에서 1977년까지 총리로 재직하였지만, 1978년 개헌을 막지 못하고 물러난 상태였다.
한편 타밀일람의 독립을 주장하는 타밀 호랑이는 1970년 이후 무력 투쟁을 이어가고 있었다. 자야와데네 정부에서 총리를 지낸 라나싱헤 프레마다사는 1989년 대통령에 취임한 이후 JVP와 타밀 호랑이 모두에 대해 무자비한 보복 진압을 감행하였다. 이 시기 스리랑카는 테러와 무력 충돌이 이어지는 위험한 국가였다. 프레마다사는 1993년 콜롬보에서 타밀 호랑이의 자살 폭탄 테러로 암살되었다.

### 스리랑카 내전

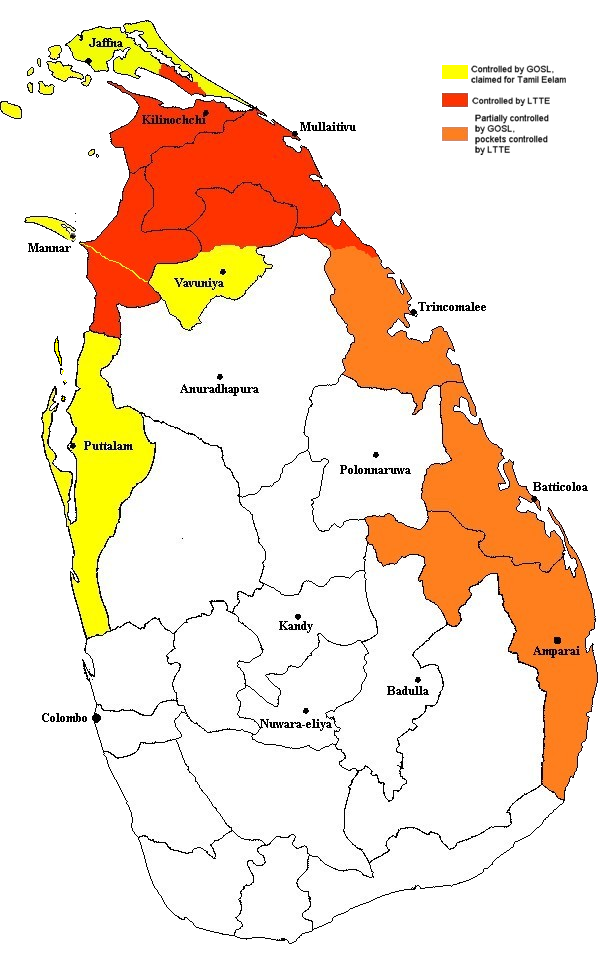
타밀 호랑이의 활동 지역. 한 때 스리랑카 정부는 타밀 호랑이의 주요 활동 지역에 대한 지배력을 완전히 상실하기도 하였다.

타밀 호랑이와 스리랑카 정부 사이의 스리랑카 내전은 이후로도 평화와 폭력을 오가며 계속되었다. 프레마다사 암살 이후 혼란을 겪은 스리랑카의 정국은 1994년 스리랑카 자유당이 좌파와 연대히여 인민 연합을 결성하고 반다라나이케의 딸 찬드리카 쿠마라퉁가를 후보로 내세워 대선에 승리하며 정권 교체가 이루어졌지만 쿠마라퉁가가 타밀 호랑이에게 제시한 평화 제안은 1999년 대선 와중에 타밀 호랑이가 오히려 쿠마라퉁가에 대한 자살 폭탄 암살을 시도하여 포로 돌아간다. 쿠마라퉁가는 이 테러 공격으로 큰 부상을 입었다. 이후 쿠마라퉁가는 타밀 호랑이에 대한 강경한 입장을 고수하였으며 타밀인들 사이에서도 타밀 호랑이의 강경 일변도 투쟁으로 인해 타밀 호랑이에 대한 지지가 큰 폭으로 하락하게 된다. 2003년 쿠마라퉁가는 총리가 타밀 호랑이와 화해를 모색하자 총리의 외유를 틈타 내각을 전격 교체하는 등 타밀 호랑이에 대한 강경책을 멈추지 않았다. 2009년 타밀 호랑이의 벨루필라이 프라바카란가 정부군에 의해 사살된 이후 타밀 호랑이는 와해되었다. 타밀 호랑이 와해 이후 스리랑카는 타밀인에 대한 인종 차별이 극에 달했고 많은 타밀인들이 스리랑카를 탈출하여 보트 피플이 되었지만 인근 국가에서 이들을 받아들여 주는 곳은 없었다. 스리랑카를 탈출한 난민의 인권은 여전히 국제 사회의 문제 가운데 하나이다.
스리랑카 내전은 인종과 종교가 복잡하게 얽혀 오랜 기간 동안 진행되었고 이로 인해 스리랑카는 다양한 부정적인 영향을 받았다. 특히 종교적으로 소수의 위치에 있는 사람들은 차별의 대상이 되었고 그로 인해 쌓인 불만은 또 다른 폭력 사태를 불러왔다. 대다수 불교 신자인 싱할라인들은 식민 시대에 기독교로 개종한 싱할라인들을 동등한 사회의 일원으로 대하지 않았고 교회는 종종 테러의 대상이 되었다. 타밀인들 사이에서도 힌두교도가 대다수인 스리랑카 타밀인이 아닌 무슬림인 인도계 타밀인을 차별하였고 이는 이슬람 근본주의에 의한 테러가 발생하는 원인 가운데 하나가 되었다. 이러한 종교적 갈등으로 2019년 스리랑카 부활절 폭탄 테러와 같은 테러 사건이 계속되고 있다.

## 최근의 상황
타밀 호랑이와의 내전에서 스리랑카군 사령관을 역임한 고타바야 라자팍사는 2019년 스리랑카의 대선에서 스리랑카 인민자유연합의 후보로서 당선되었다. 인민자유연합은 좌파에서 중도보수까지 여러 정당의 선거 동맹이다. 고타미야는 2005년에서 2015년까지 대통령을 역임한 바 있는 마힌다 라자팍사의 동생이기도 하다. 고타미야는 형인 마힌다의 재직 시절부터 권력의 핵심부에 있었다. 세계의 인권 단체들은 라자팍사 형제의 무자비한 타밀인에 대한 억압 정책에 강한 우려를 나타낸 바 있다.
스리랑카는 실론티로 대표되는 차 산업과 같은 플랜테이션 농업이 여전히 주력 산업이다. 인종, 종교적 차별 문제와 함께 인도계 타밀인의 아동 노동과 노예 노동이 문제가 되고 있다.

## 같이 보기
- 아시아의 역사
- 스리랑카의 지리
- 스리랑카의 기후
- 스리랑카의 문화

## 참고 문헌
- Arsecularatne, S. N, Sinhalese immigrants in Malaysia & Singapore, 1860–1990: History through recollections, Colombo, KVG de Silva & Sons, 1991
- Blake, Henry A. (1905). 〈Ceylon〉. 《The Empire and the century》. London: John Murray. 707–15쪽.
- Brohier, R. L, The Golden Age of Military Adventure in Ceylon: an account of the Uva Rebellion 1817–1818. Colombo: 1933
- Crusz, Noel, The Cocos Islands Mutiny. Fremantle Arts Centre Press, Fremantle, WA, 2001
- Deraniyagala, Siran, The Prehistory of Sri Lanka; an ecological perspective. (revised ed.), Colombo: Archaeological Survey Department of Sri Lanka, 1992
- Ganguly, Sumit. "Ending the Sri Lankan civil war." Dædalus 147.1 (2018): 78-89. online
- Liyanagamage, Amaradasa, The decline of Polonnaruwa and the rise of Dambadeniya. Department of Cultural Affairs, Government Press, Colombo, Sri Lanka. 1968.
- Mills, Lennox A. (1933). 《Ceylon Under British Rule, 1795–1932》. Oxford U.P. ISBN 9780714620190.
- Nubin, Walter (2002). 《Sri Lanka: Current issues and historical background》. Nova Publishers. ISBN 978-1-59033-573-4.
- Peebles, Patrick (2006). 《The History of Sri Lanka》. Greenwood. ISBN 9780313332050.
- Pieris, Paulus Edward, Ceylon and Hollanders 1658–1796. American Ceylon Mission Press, 1918.
- Pieris, Paulus Edward, Ceylon and the Portuguese 1505–1658. American Ceylon Mission Press, 1920.
- Silva, K. M. de History of Sri Lanka (1982) pp 239–488 complete text online free
- Silva, R. Kumar de, and Willemina G. M. Beumer, Illustrations and Views of Dutch Ceylon, 1602–1796. Serendib Publications, London, 1988.
- Sivasundaram, Sujit. "Ethnicity, Indigeneity, and Migration in the Advent of British Rule to Sri Lanka," American Historical Review (2010) 115#2 pp 428–452.
- Spencer, Jonathan (1990). 《Sri Lanka: History and the Roots of Conflict》. Psychology Press. ISBN 9780203407417.
- Wickramasinghe, Nira. Sri Lanka in the Modern Age: A History (2015)
- Woodcock, George. "The Kings of Kandy" History Today (Dec 1963) 13#12 pp 852–862, covers  1505 to 1833.
- The Betrayal of Buddhism: An Abridged Version of the Report of the Buddhist Committee of Inquiry 1956:124 pages